# Prepotelus
Prepotelus là một chi nhện trong họ Thomisidae.